# Sublingualsprej

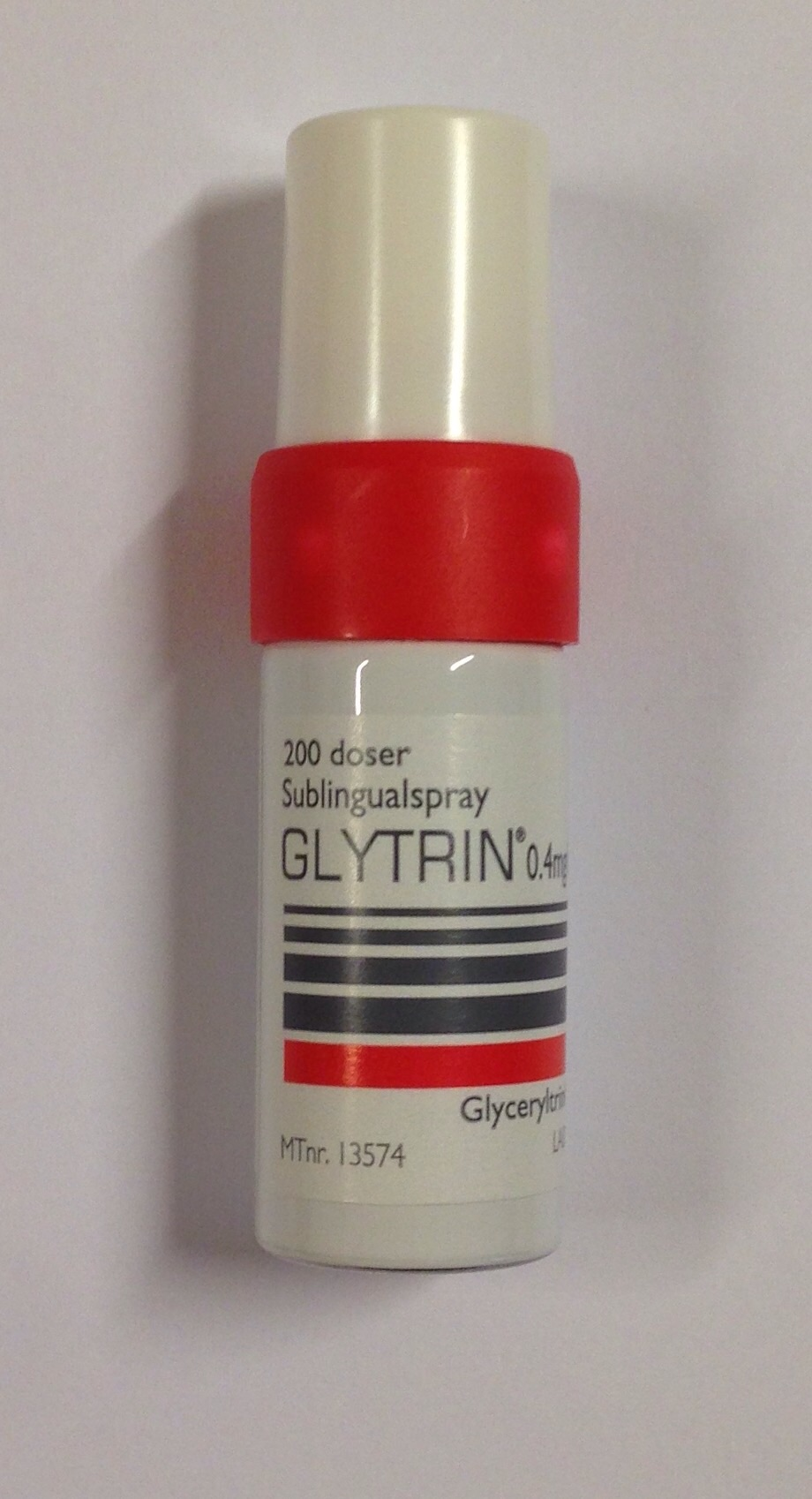
Glytrinspray som används mot kärlkramp.

Sublingualspray tas liksom resoribletter sublingualt, det vill säga under tungan. Då läkemedlet snabbt absorberas av blodet genom munnens slemhinnor är sprayen användbar vid tex kärlkramp.